# Fumător negru

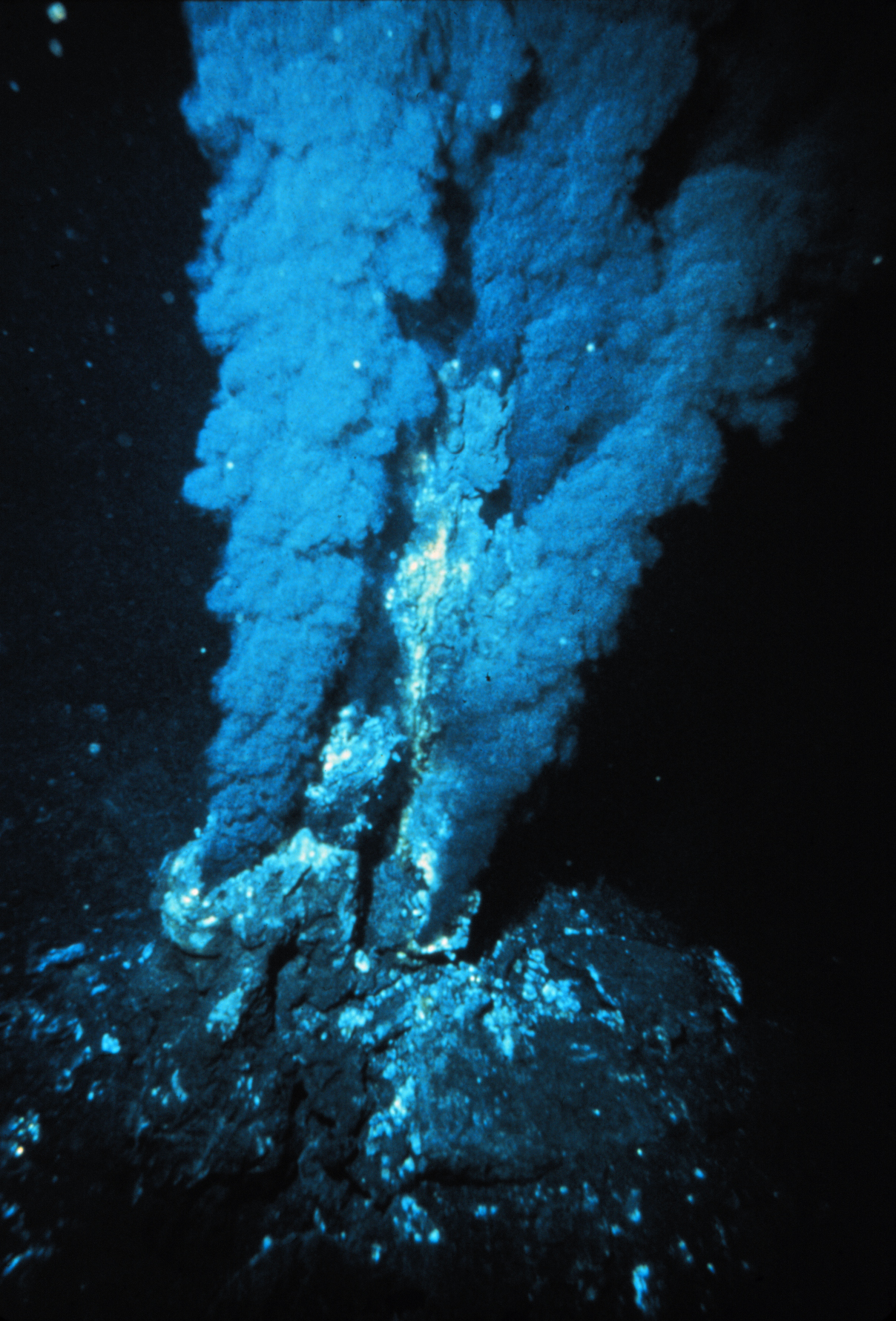
Un fumător negru în Oceanul Atlantic

Fumătorul negru (în engleză Black smoker) este un tip de izvor hidrotermal situat pe fundul oceanului. "Fumătorii" sunt amplasați pe câmpii submarine, în general, cu o lățime de câteva sute de metri, care se formează atunci când apa supraîncălzită (400 °C), care vine de sub scoarța terestră găsește o ieșire prin partea de jos a oceanului. Această apă este bogată în minerale (în special sulfuri) în soluție de crustă, care se cristalizează în jurul fiecărei surse prin crearea unei structuri în formă de coș de fum. Când apa supraîncălzită emisă de sursă vine în contact cu apa rece a oceanului are loc precipitarea maximă a mineralelor, dând naștere culorii negre caracteristice. Sulfurile de metal care sunt depozitate în timp ce fumătorul emite produce depuneri extensive ale mineralelor sulfuroase potențial adecvate pentru a fi exploatate.
Aceste izvoarele hidrotermale sunt, de asemenea, o "oază de viață", în zona afotică profundă a oceanului, existentă pe bază de fotosinteză și bacteriilor chemotrofe existente. Acest habitat este populat de "comunități" biologice neobișnuite, asigurând formarea unor ecosisteme independente. Astfel, ele sunt asociate cu cea mai profundă (adâncă) parte a biosferei, ajungând la o adâncime de 2,500 de metri și mai mult.